# Tron Evolution: Battle Grids
Tron Evolution: Battle Grids é um jogo eletrônico desenvolvido pela n-Space e publicado pela Disney Interactive Studios. Baseado no filme Tron: o Legado, é a versão de Tron: Evolution para Wii e Nintendo DS, tendo sido primeiramente lançado na Australásia no dia 25 de novembro de 2010. A história do jogo gira em torno de um personagem criado pelo jogador e sua amizade com Quorra, antecedendo os acontecimentos retratados no filme de 2010.

## Jogabilidade
Os jogadores criam seu próprio personagem jogável para batalhar e derrotar inimigos no jogo. É permitido que os usuários andem pela Grade (universo no qual a história se passa) a pé, para combate corpo a corpo, em motos de luz ou em tanques. O jogo apresenta o modo história, em que há bastantes jogos e alguns locais onde encontram-se programas com empregos e serviços que os jogadores podem realizar por bits (moeda do jogo). Os bits também podem ser achados espalhados, sendo utilizados para customizar o programa do jogador. O multiplayer local comporta até quatro jogadores ao mesmo tempo.

### Modos
Tron Evolution: Battle Grids apresenta três modos de jogo, que são:
- Jogos da Grade: apresenta vários jogos disponíveis, comportando até quatro jogadores em simultâneo. Batalhas de Moto de Luz, Corridas de Moto de Luz, Batalha de Discos, Arena do Carro de Luz, Corridas dos Carros de Luz, HyperBall e Tanques são todos os jogos disponíveis no modo.
- Modo História: é o modo campanha do jogo, no qual há a história principal. O jogador terá de disputar muitos Jogos da Grade para se tornar o Campeão dos Jogos da Grade.
- Modo Campeonato: aqui, o jogador pode escolher de quatro a oito Jogos da Grade e jogá-los como etapas em um campeonato. Até quatro jogadores podem jogar ao mesmo tempo.

A versão Wii suporta o uso do Wii MotionPlus durante o jogo HyperBall, permitindo que os jogadores realizem lançamentos mais avançados. As Corridas de Moto de Luz e a dos Carros de Luz permite ao jogador utilizar o Wii Wheel.

## Recepção
O jogo recebeu críticas "mistas ou médias" em ambas as plataformas segundo o agregador de críticas Metacritic. A versão Wii ficou com uma média de 59/100, um ponto à frente da versão do Nintendo DS.